# Marco Colli
Marco Colli (* 1950 in Florenz) ist ein italienischer Film- und Fernsehregisseur sowie Drehbuchautor.

## Leben
Ab Ende der 1960er Jahre wirkte Colli als Theaterschauspieler und -regisseur an verschiedenen Bühnen, so den Teatri Stabili von Rom, Bozen und Triest, wo er mit Gabriele Lavia und Alessandro Fersen zusammenarbeitete. In den 1980er Jahren widmete er sich dem Kino, zunächst als Drehbuchautor für Cinzia Th. Torrini und andere. Mit dem seinem Vater, dem Philosophen und Philologen Giorgio Colli, gewidmeten Kurzfilm Modi di vivere debütierte er als Regisseur im italienischen Staatsfernsehen.
In der Folge arbeitete er weiter für das Fernsehen, verfasste aber auch Spielfilm-Drehbücher und war Regisseur eigener Filme, mit denen er jedoch keine bedeutenden Erfolge erzielen konnte.

## Filmografie (Auswahl)
- 1986: Giovanni Senzapensieri
- 1992: Naufraghi sotto costa
- 2002: Viva la scimmia